# غرانفيل ونايت
غرانفيل ونايت (بالإنجليزية: Granville Knight)‏ هو طبيب أمريكي، ولد في 12 أكتوبر 1904، وتوفي في 1982.